# Dipartimenti dell'Uruguay

Dipartimenti dell'Uruguay

I dipartimenti dell'Uruguay (in spagnolo: departamentos) costituiscono la suddivisione territoriale di primo livello del Paese e sono pari a 19; ciascuno di essi comprende a sua volta più comuni.

## Profili istituzionali

### Governo
I dipartimenti sono amministrati da un intendente municipale, eletto a suffragio universale per un periodo di cinque anni. Gli "ediles" della Giunta Dipartimentale rappresentano il potere legislativo a livello dipartimentale.
Secondo l'articolo 262 della Costituzione della Repubblica, in materia di amministrazione dipartimentale "il Governo e l'Amministrazione dei dipartimenti, con eccezione dei servizi di sicurezza pubblica, saranno esercitati da una giunta dipartimentale e da un intendente. Avranno la propria sede nella capitale di ciascun dipartimento e inizieranno le proprie funzioni sessanta giorni dopo l'elezione."
Inoltre, "l'Intendente, d'accordo con la Giunta Dipartimentale, potrà delegare alle autorità locali l'esercizio di determinati compiti nelle rispettive circoscrizioni territoriali "(...).
"I Governi Dipartimentali possono accordarsi, tra loro e con il Potere esecutivo, così come con gli Enti Autonomi e i Servizi Decentralizzati, l'organizzazione e prestazione di servizi e attività proprie o comuni, tanto nei suoi rispettivi territori come in forma regionale o interdipartimentale."

### Organizzazione
L'articolo 263 sostiene che: "Le Giunte Dipartimentali si comporranno di trentuno membri".
Questi rimarranno in carica per un periodo di cinque anni, allo stesso modo degli Intendenti, che potranno essere rieletti previe dimissioni tre mesi prima di iniziare la campagna politica.
La carica di Intendente è soggetta a suffragio universale da parte dei residenti nel dipartimento dove si svolge l'elezione.

### Competenze dipartimentali
L'intendente ha le seguenti prerogative:
1. Rispettare e far rispettare la Costituzione e le Leggi.
2. Promulgare e pubblicare i decreti emessi dalla Giunta Dipartimentale.
3. Preparare i bilanci, con la debita approvazione della Giunta Dipartimentale.
4. Approvare imposte, tasse e contributi; fissare i prezzi per l'utilizzazione o sfruttamento dei beni o servizi dipartimentali e omologare le tariffe dei servizi pubblici a carico di concessionari.
5. Nominare gli impiegati alle sue dipendenze, correggerli e sospenderli. Destituirli in caso di inettitudine, omissione o delitto, con autorizzazione della Giunta Dipartimentale.
6. Presentare progetti di decreti e risoluzioni.
7. Designare i beni da espropriare per necessità o utilità pubblica.
8. Designare i membri delle Giunte Locali.
9. Vegliare per la salute pubblica e l'istruzione primaria, secondaria, preparatoria, industriale e artistica, proponendo alle autorità competenti i mezzi adeguati al suo miglioramento.

## Lista
| Localizzazione | Stemma | Dipartimento   | Capoluogo              | Popolazione (2011) | Superficie (km2) | Densità ( ab./km²) | Intendente                           |
| -------------- | ------ | -------------- | ---------------------- | ------------------ | ---------------- | ------------------ | ------------------------------------ |
|                |        | Artigas        | Artigas                | 73 378             | 11 928           | 6,65               | Pablo Caram (Partido Nacional)       |
|                |        | Canelones      | Canelones              | 520 187            | 4 536            | 109,86             | Yamandú Orsi Frente Amplio           |
|                |        | Cerro Largo    | Melo                   | 84 698             | 13 648           | 6,21               | Sergio Botana Partido Nacional       |
|                |        | Colonia        | Colonia del Sacramento | 123 203            | 6 106            | 19,53              | Carlos Moreira Partido Nacional      |
|                |        | Durazno        | Durazno                | 57 088             | 11 643           | 5,06               | Carmelo Vidalín Partido Nacional     |
|                |        | Flores         | Trinidad               | 25 050             | 5 144            | 4,88               | Fernando Echeverría Partido Nacional |
|                |        | Florida        | Florida                | 67 048             | 10 417           | 6,55               | Carlos Enciso Partido Nacional       |
|                |        | Lavalleja      | Minas                  | 58 815             | 10 016           | 6,08               |                                      |
|                |        | Maldonado      | Maldonado              | 164 300            | 4 793            |                    |                                      |
|                |        | Montevideo     | Montevideo             | 1 319 108          | 530              |                    |                                      |
|                |        | Paysandú       | Paysandú               | 113 124            | 13 922           |                    |                                      |
|                |        | Río Negro      | Fray Bentos            | 54 765             | 9 282            |                    |                                      |
|                |        | Rivera         | Rivera                 | 103 493            | 9 370            |                    |                                      |
|                |        | Rocha          | Rocha                  | 68 088             | 10 551           |                    |                                      |
|                |        | Salto          | Salto                  | 124 878            | 14 163           |                    |                                      |
|                |        | San José       | San José de Mayo       | 108 309            | 4 992            |                    |                                      |
|                |        | Soriano        | Mercedes               | 82 595             | 9 000            |                    |                                      |
|                |        | Tacuarembó     | Tacuarembó             | 90 053             | 15 438           |                    |                                      |
|                |        | Treinta y Tres | Treinta y Tres         | 48 134             | 9 529            |                    |                                      |